# Dżaryłgacki Park Narodowy
Dżaryłgacki Park Narodowy (ukr. Національний природний парк «Джарилгацький» – trb. Nacionalnyj pryrodnyj park „Dżaryłhaćkyj”) – park narodowy w południowej Ukrainie, w obwodzie chersońskim, utworzony w 2009 roku, położony na niezamieszkanej wyspie Dżaryłgacz na Morzu Czarnym. Jego siedziba znajduje się w Skadowsku.

## Historia
Teren wyspy oraz oblewających ją zatok – Karkinickiej i Dżaryłgackiej – stanowi od 1976 roku obszar wodno-błotny o znaczeniu międzynarodowym konwencji ramsarskiej, a od 2000 roku jest też ostoją ptaków IBA organizacji BirdLife International.
Od marca 2022 roku Dżaryłgacz znajduje się pod okupacją Rosji. Według doniesień ukraińskiego Ministerstwa Ochrony Środowiska i Zasobów Naturalnych 1588 ha obszaru stepowego Dżaryłgackiego Parku Narodowego zostało zniszczone w wyniku rosyjskiej inwazji na Ukrainę. Wiosną 2023 roku wojska rosyjskie połączyły wyspę ze stałym lądem i utworzyły na niej tereny łowieckie oraz poligon wojskowy. Wskutek tych działań w sierpniu 2023 roku na Dżaryłgaczu wybuchł pożar, który strawił większość terenów chronionych z siedliskami rzadkich gatunków roślin i zwierząt, w tym wpisanych do Czerwonej Księgi Ukrainy.

## Flora

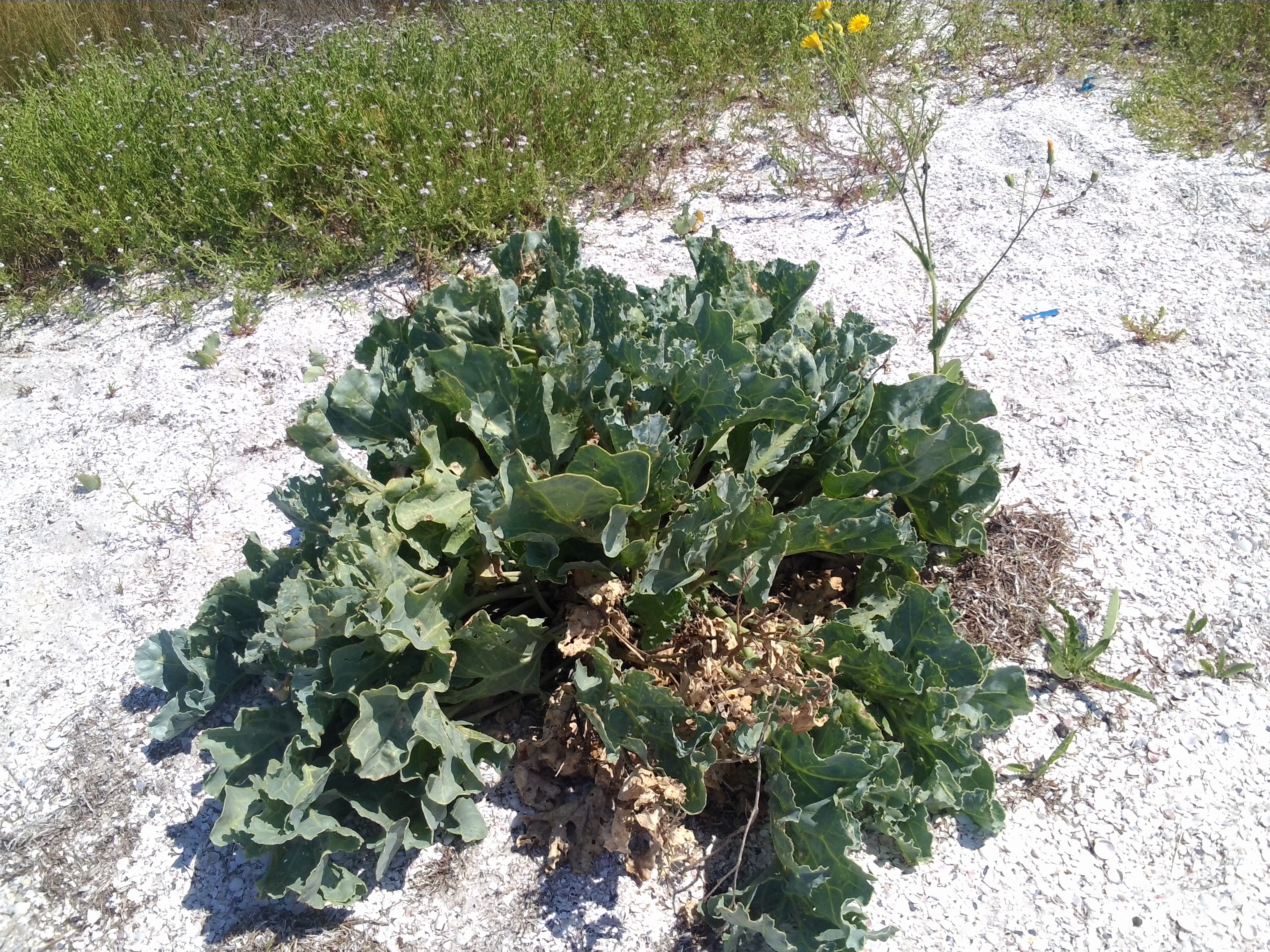
Modrak morski na terenie parku (2014)

Flora Dżaryłgaczu reprezentowana jest przez psammofity, rośliny stepowe, łąkowe i bagienne oraz halofity porastające słone jeziora i bagna, sołońca oraz sołonczaki. Na wyspie występuje 499 gatunków roślin naczyniowych, 52 gatunki grzybów, 26 gatunków porostów oraz 5 gatunków mchów. Wysoki jest wskaźnik endemizmu; 54 gatunki roślin (10,82% całej flory) występują tylko na tym obszarze. W parku narodowym występują też rośliny synantropijne, m.in. tamaryszek rozgałęziony, oliwnik wąskolistny, oliwnik srebrzysty, topola czarna i topola biała oraz robinia akacjowa.
Chronionymi gatunkami roślin, figurującymi w Czerwonej Księdze Ukrainy, są m.in. chaber Centaurea breviceps, goździk Dianthus bessarabicus, storczyk cuchnący, storczyk błotny, storczyk samczy, modrak morski, ostnica włosowata, ostnica piaskowa, kruszczyk błotny, Medicago marina, kłoć wiechowata i Asparagus maritimus.

## Fauna

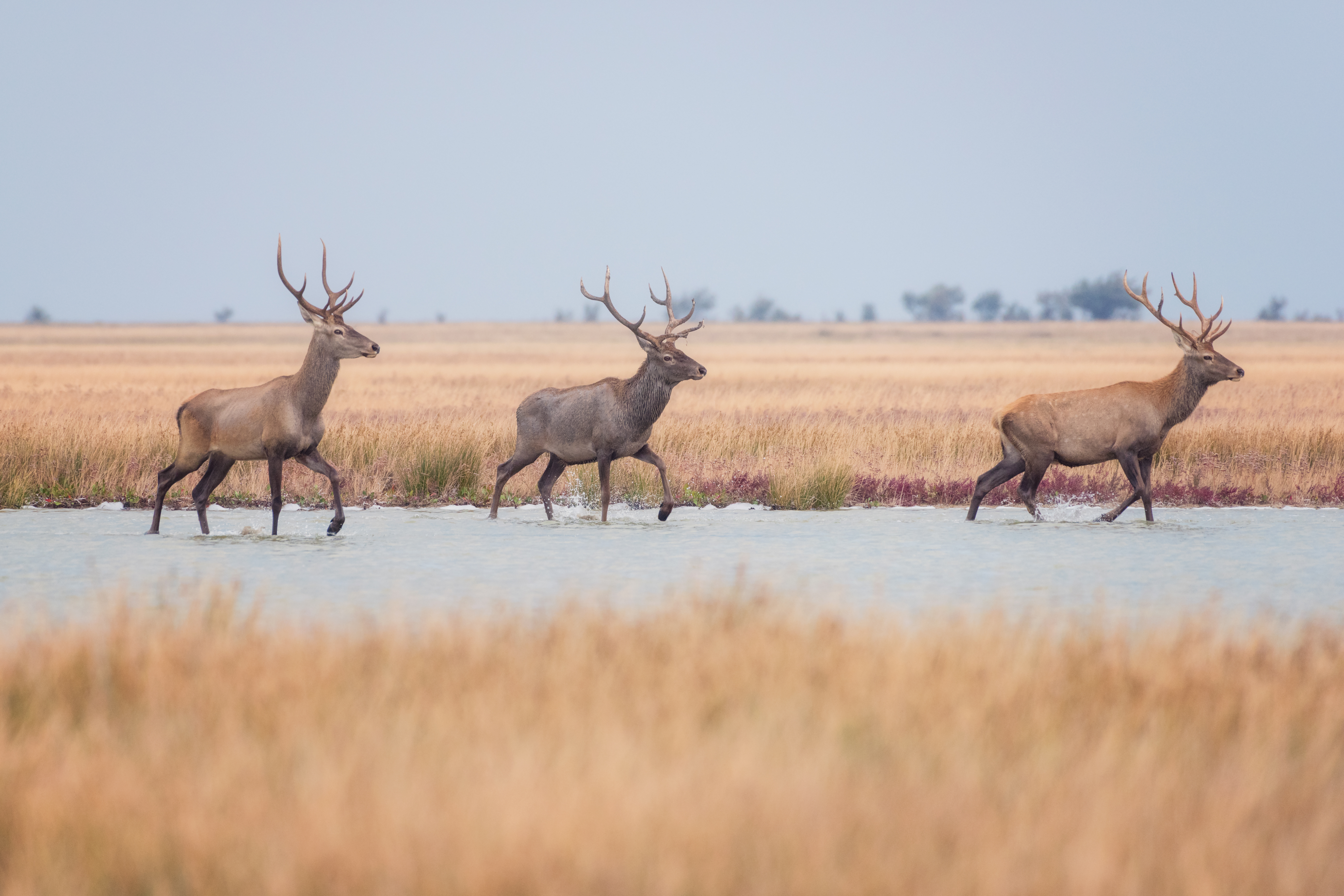
Jelenie szlachetne na wyspie Dżaryłgacz (2018)

Na terenie parku narodowego odnotowano występowanie 83 gatunki morskich bezkręgowców, 352 gatunki owadów, 57 gatunków ryb, 4 gatunki płazów, 7 gatunków gadów (z których trzy – połoz kaspijski, Elaphe sauromates i Vipera renardi – są chronione), 250 gatunków ptaków oraz 30 gatunków ssaków.
Do rzadkich gatunków owadów należą m.in. pazurecznik wielki, zmrocznik pazik, zadrzechnia czarnoroga, smukwa kosmata, poświętnik czczony, paź żeglarz, paź królowej oraz niezdarka dziewica. W wodach Zatoki Dżaryłgackiej występują kraby Pilumnus hirtellus, Pachygrapsus marmoratus, Carcinus aestuarii, Macropipus holsatus i Eriphia verrucosa, a także ostryga jadalna. Rzadkimi gatunkami ryb są m.in. siewruga, bieługa, Syngnathus variegatus, pławikonik sargassowy i umbryna iberyjska. Występują też ssaki morskie – delfiny, morświny i butlonosy.
Wyspa Dżaryłgacz jest ważnym obszarem dla ptactwa wodnego; rocznie nawet 150 tys. osobników przelatuje, a 130 tys. zimuje na tym obszarze. Należą do nich m.in. zagrożona wyginięciem sterniczka zwyczajna (Oxyura leucocephala) i narażona na wyginięcie głowienka (Aythya ferina). Gatunkami ptaków z Czerwonej Księgi Ukrainy są m.in. pelikan różowy, kazarka rdzawa, bernikla rdzawoszyja, warzęcha, ibis kasztanowaty, podgorzałka, czapla modronosa, błotniak stepowy, kulik wielki, szablodziób, szczudłak, szlachar, ostrygojad, gągoł i edredon.
Do dużych ssaków zamieszkujących teren parku narodowego należą jeleń szlachetny, muflon śródziemnomorski, daniel oraz dzik euroazjatycki. Mniejszymi przedstawicielami tej gromady zwierząt są m.in. lis rudy, jenot azjatycki, zając szarak czy jeż anatolijski.

## Klimat
Teren Dżaryłgackiego Parku Narodowego cechuje się klimatem umiarkowanym kontynentalnym z łagodnymi zimami oraz gorącymi i suchymi latami (Dfa według klasyfikacji Köppena). Średnia roczna temperatura powietrza na terenie parku wynosi ok. +10 °C, najzimniejszym miesiącem jest styczeń ze średnią miesięczną temperaturą wynoszącą –2,6 °C, najcieplejszy jest natomiast lipiec – średnia miesięczna temperatura wynosi +22,9 °C. Na tym obszarze przeważają wiatry wschodnie i północno-wschodnie, wilgotność powietrza jest stosunkowo niska, niskie jest również zachmurzenie oraz roczna suma opadów.

## Galeria

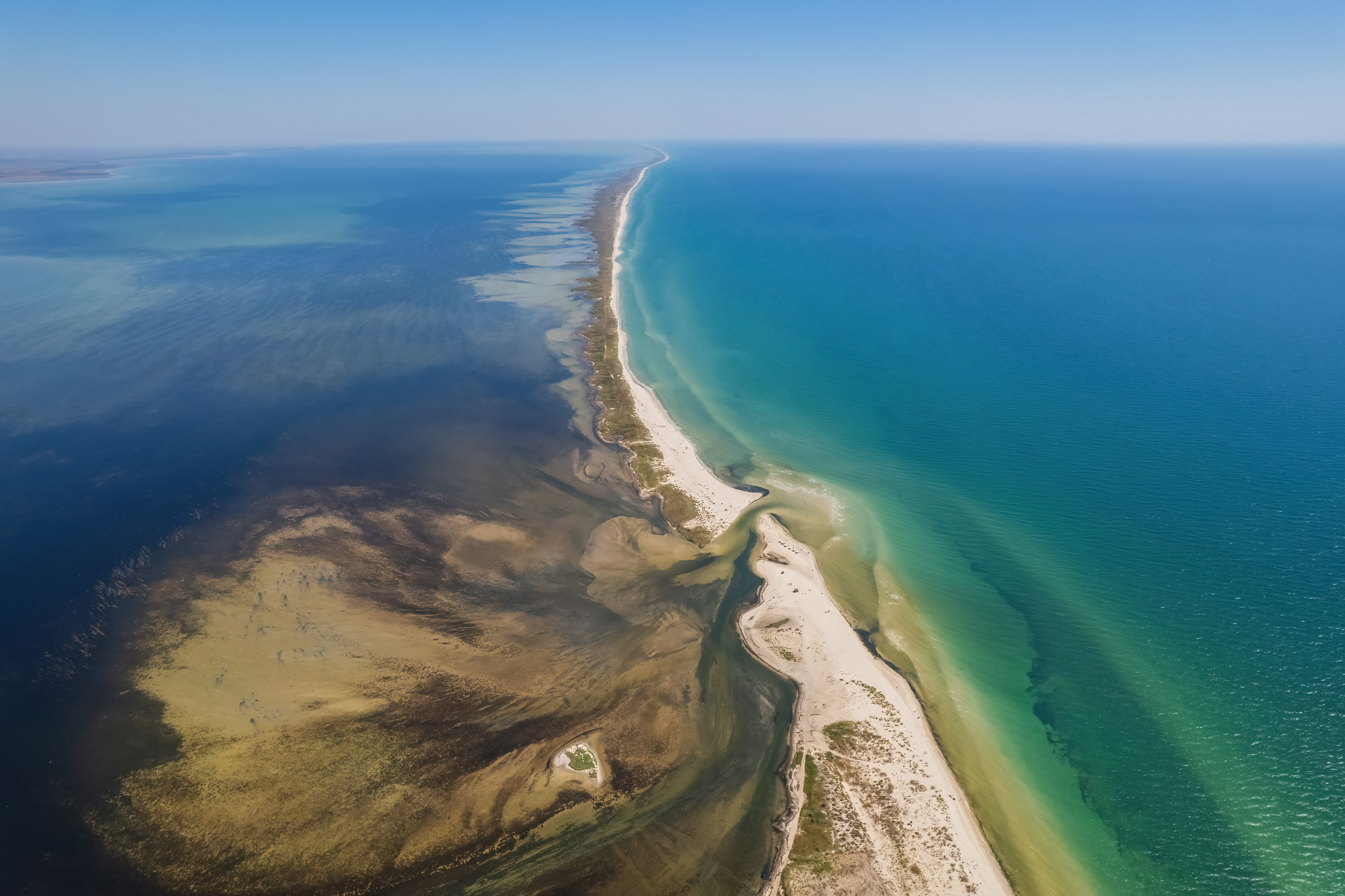
Kosa w zachodniej części wyspy Dżaryłgacz (2021)
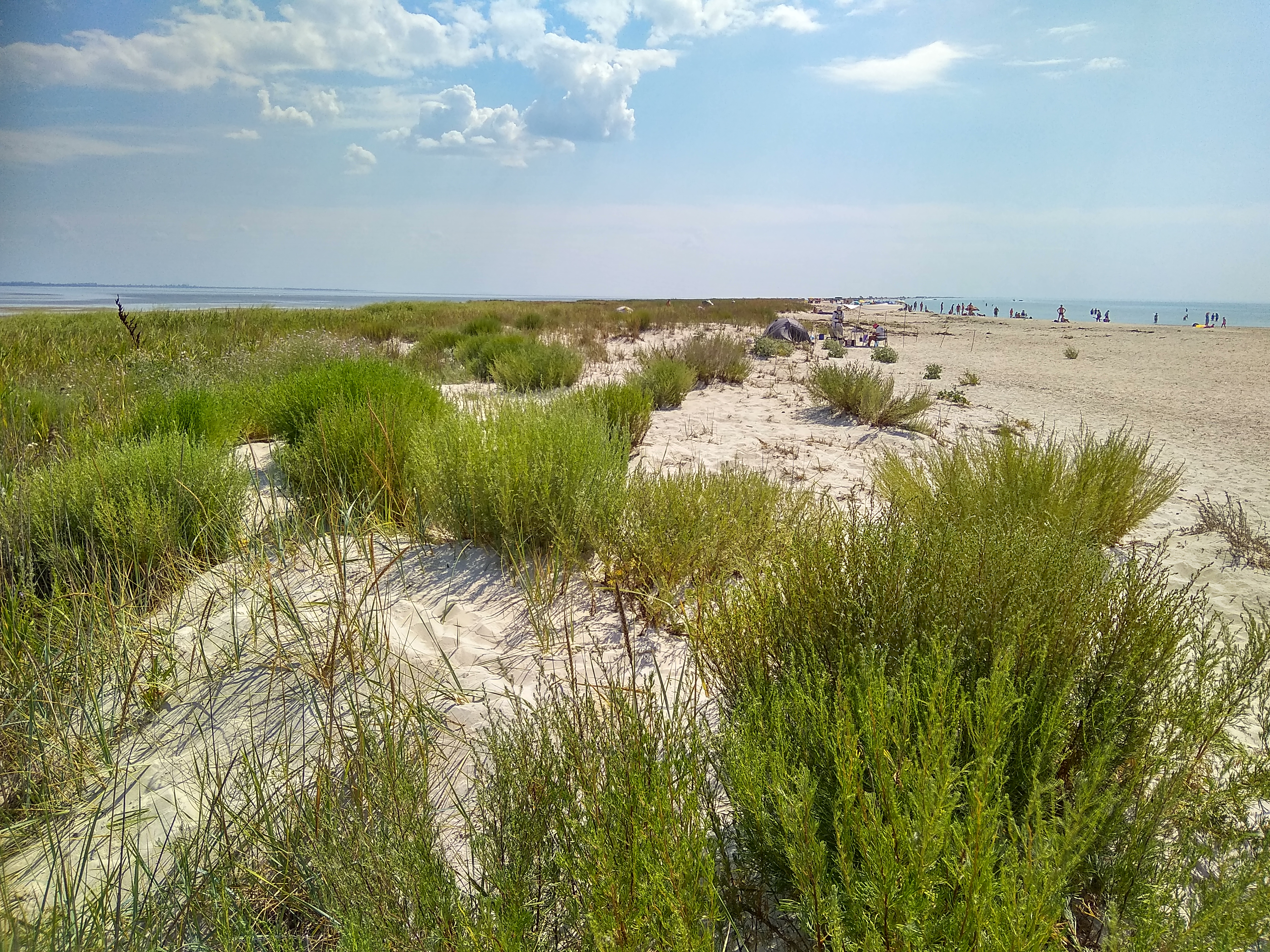
Roślinność nadmorska parku narodowego (2020)
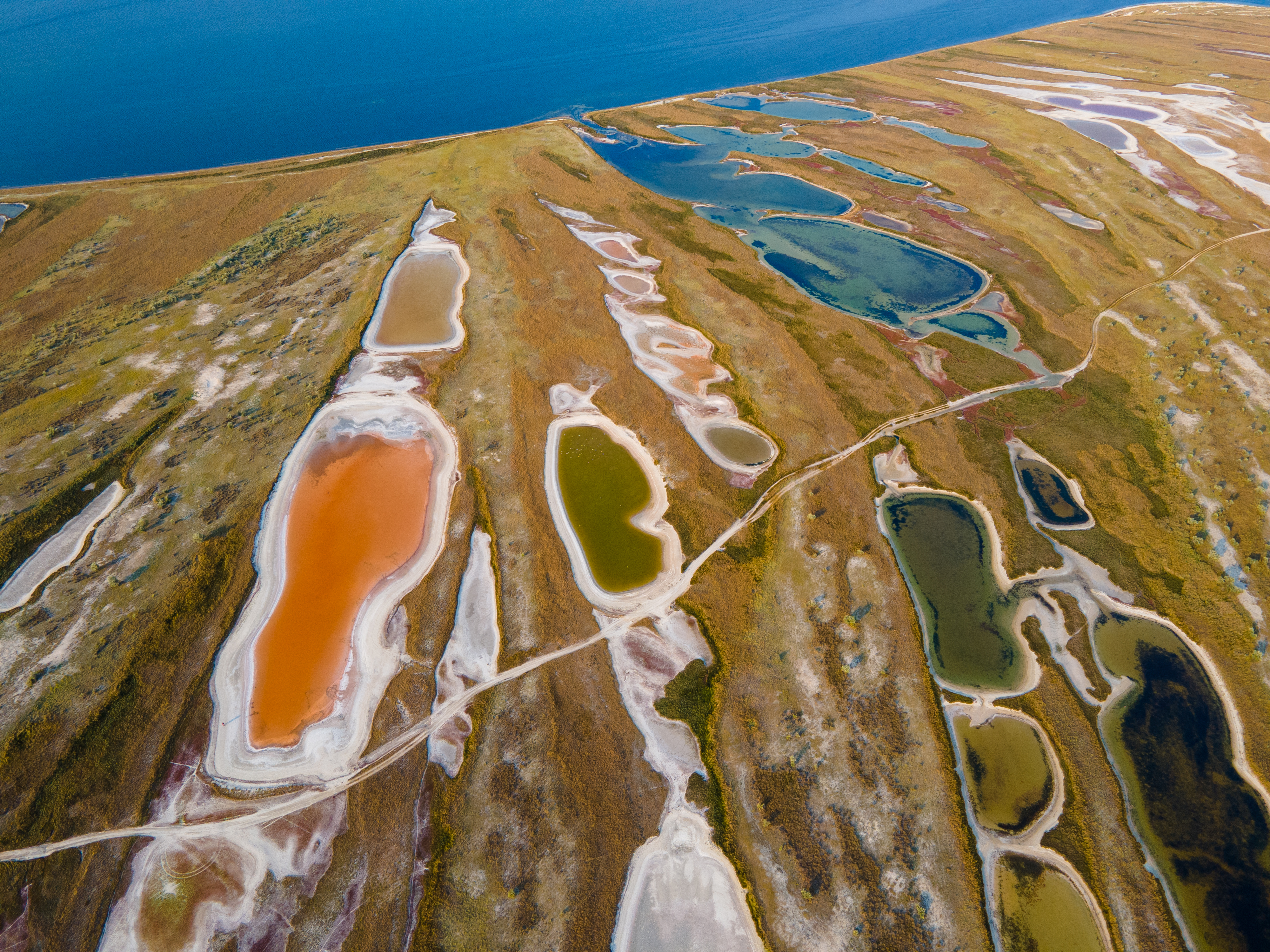
Słone jeziora i bagna w północnej części wyspy (2020)
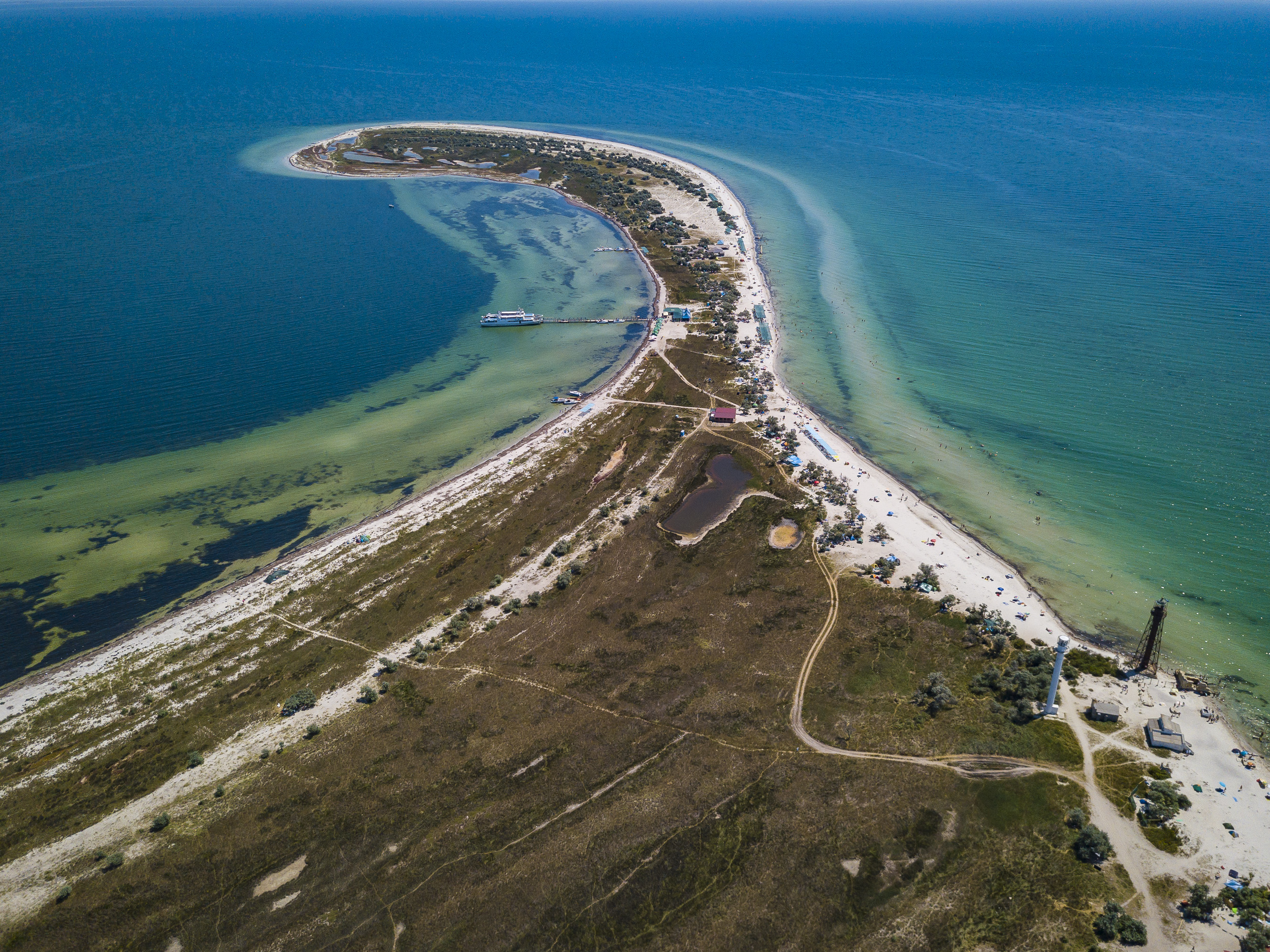
Wschodni kraniec wyspy Dżaryłgacz (2020)
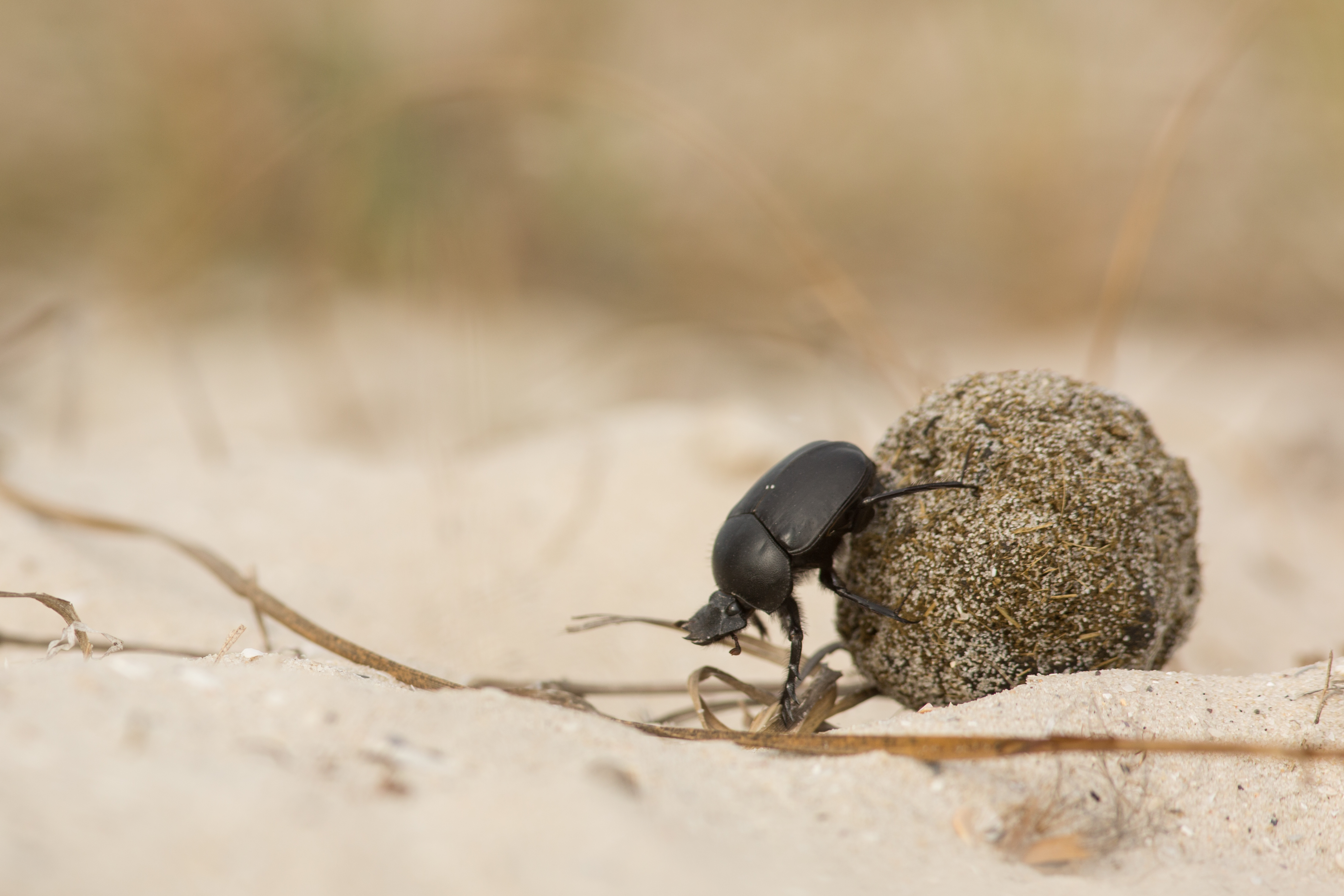
Poświętnik czczony – skarabeusz (2015)
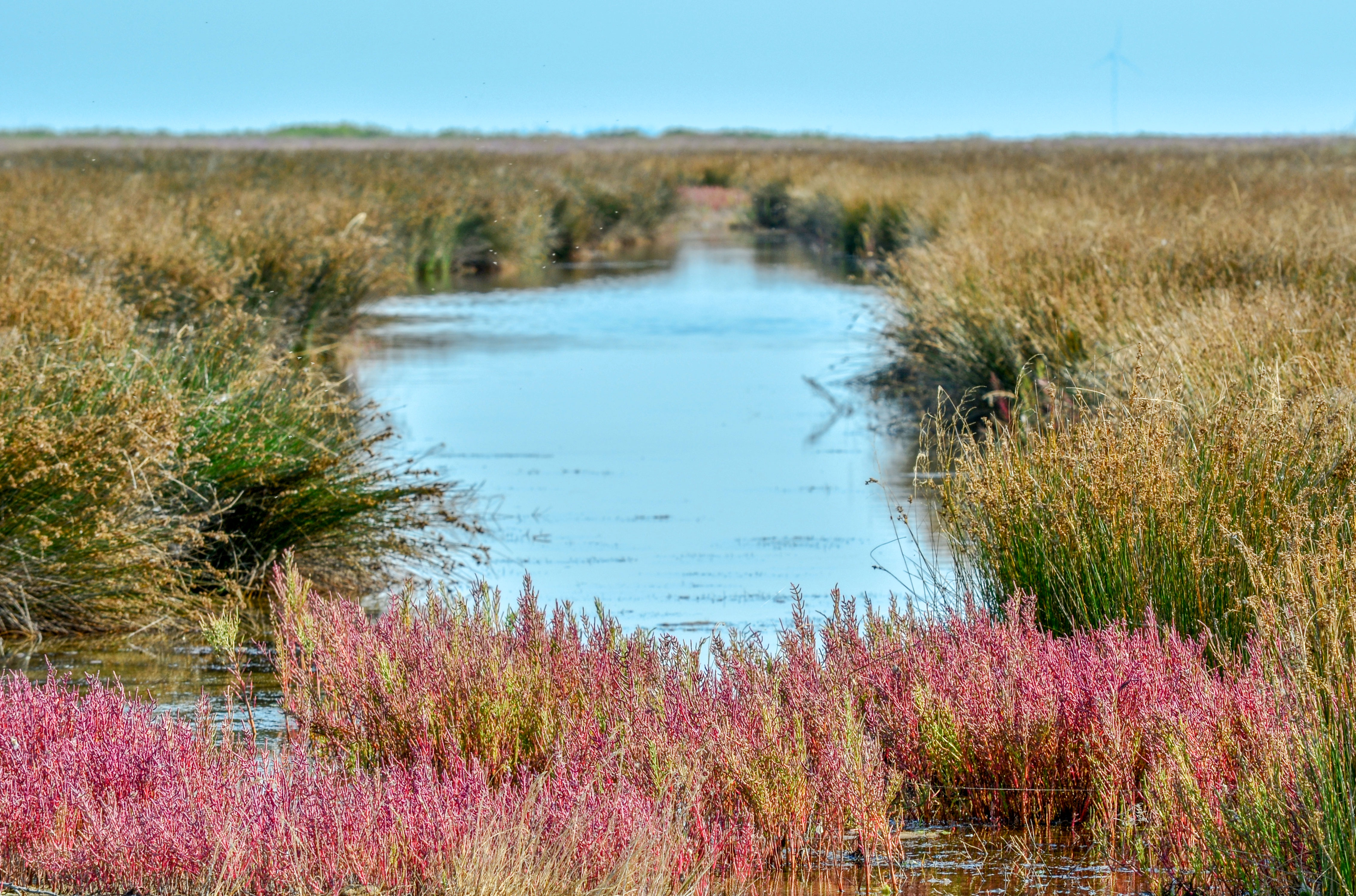
Sołońca i bagna na terenie parku (2021)
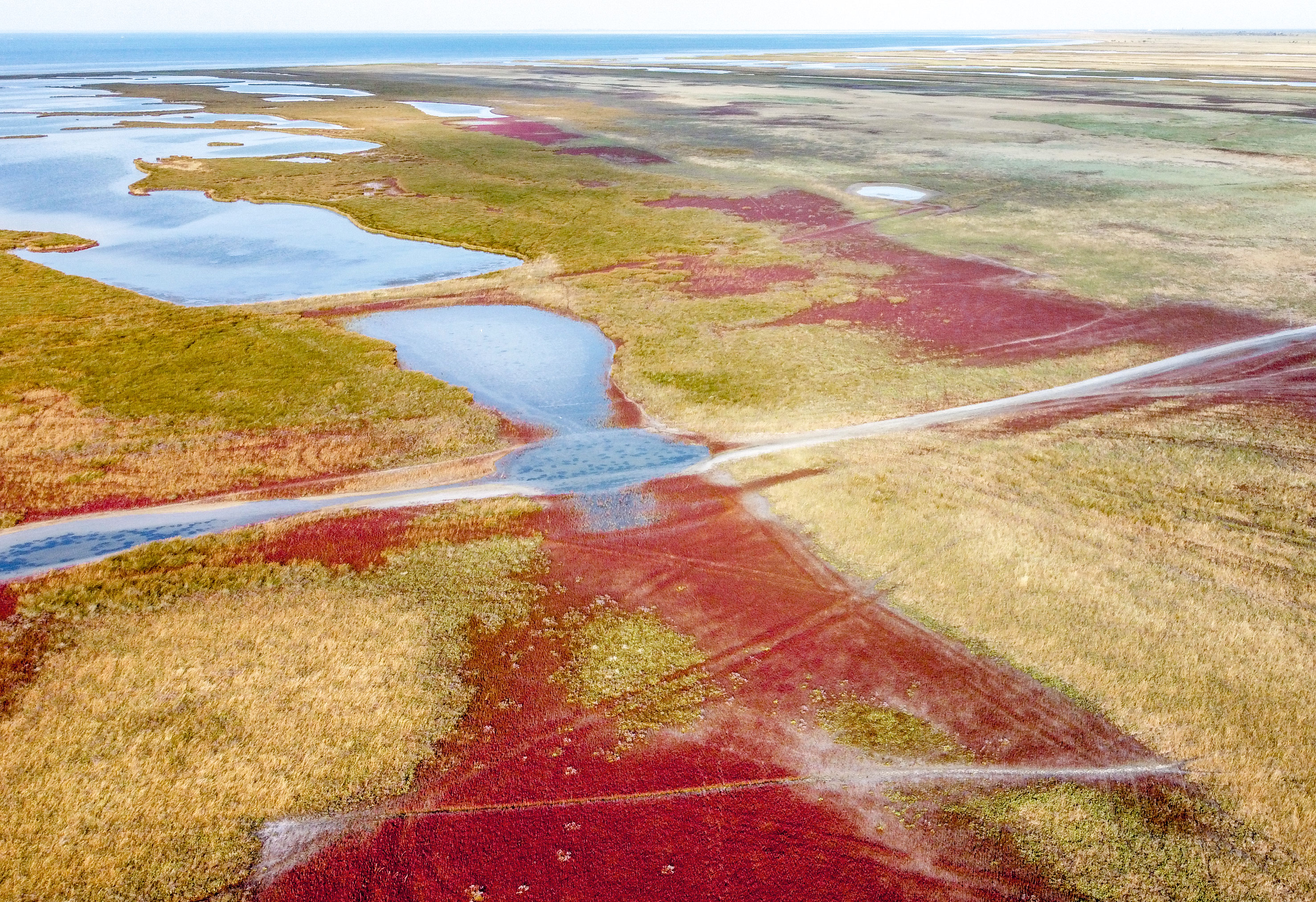
Sołońca i bagna widziane z lotu ptaka (2021)
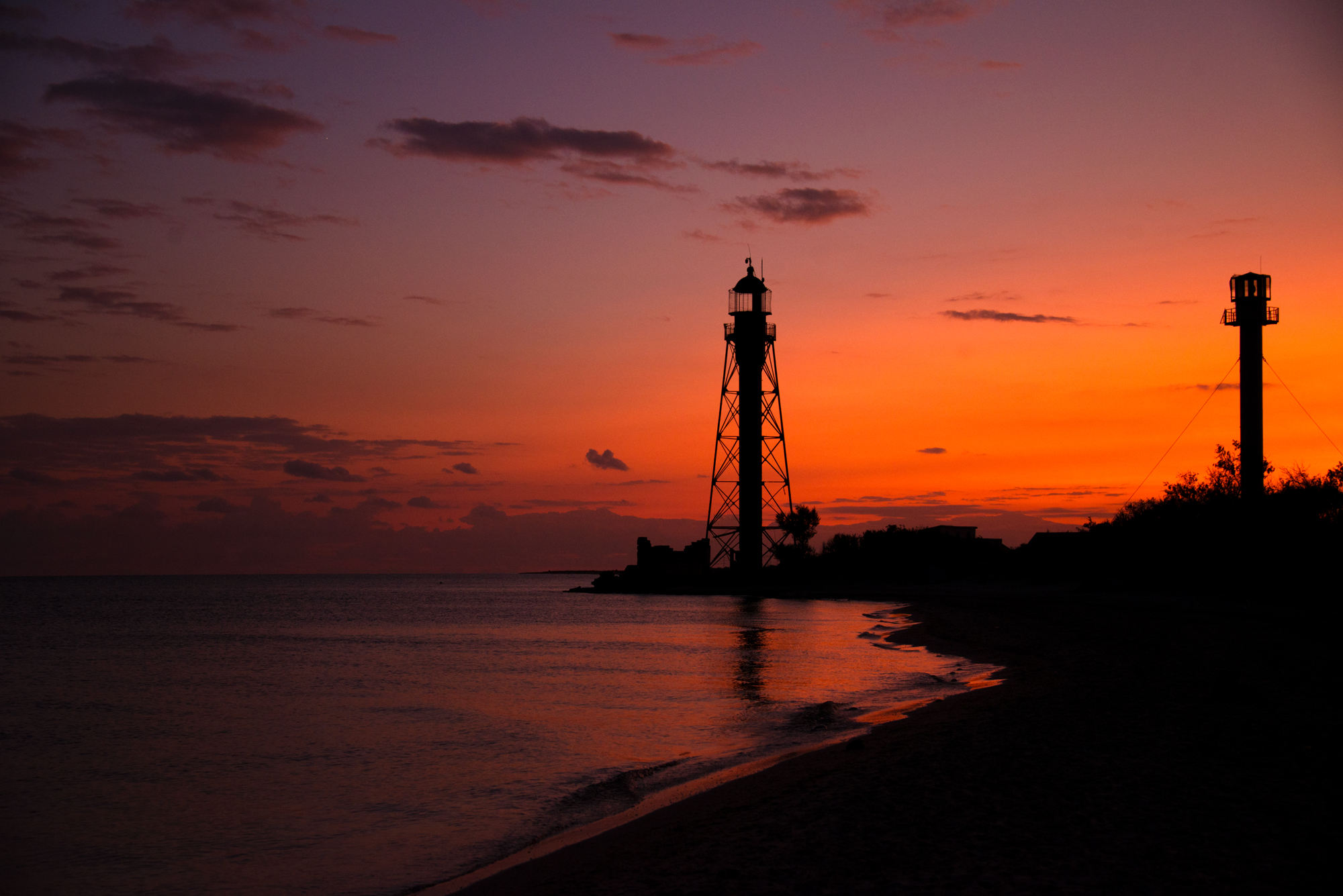
Zmierzch nad wyspą (2020)